# Puccinia senecionicola
Puccinia senecionicola ist eine Ständerpilzart aus der Ordnung der Rostpilze (Pucciniales). Der Pilz ist ein Endoparasit von Korbblütlern der Gattungen Cacalia und Senecio. Symptome des Befalls durch die Art sind Rostflecken und Pusteln auf den Blattoberflächen der Wirtspflanzen. Sie ist in weiten Teilen Mittelamerikas verbreitet.

## Merkmale

### Makroskopische Merkmale
Puccinia senecionicola ist mit bloßem Auge nur anhand der auf der Oberfläche des Wirtes hervortretenden Sporenlager zu erkennen. Sie wachsen in Nestern, die als gelbliche bis braune Flecken und Pusteln auf den Blattoberflächen erscheinen.

### Mikroskopische Merkmale
Das Myzel von Puccinia senecionicola wächst wie bei allen Puccinia-Arten interzellulär und bildet Saugfäden, die in das Speichergewebe des Wirtes wachsen. Ihre Spermogonien wachsen oberseitig auf den Wirtsblättern. Die blattunterseitig in Gruppen wachsenden Aecien der Art sind weiß. Sie besitzen 26–36 × 22–30 µm große, meist unregelmäßig kugelig bis breitellipsoide Aeciosporen mit warziger Oberfläche. Die beid- oder blattunterseitig wachsenden Uredien des Pilzes sind zimtbraun. Ihre kastanienbraunen Uredosporen sind 25–37 × 21–28 µm groß, eiförmig bis breitellipsoid und stachelwarzig. Die blattunterseitig wachsenden Telien der Art sind schwarzbraun und bedeckt, teilweise besitzen sie Paraphysen. Die zimt- bis goldbraunen Teliosporen sind ein- bis zweizellig, in der Regel lang eiförmig bis langellipsoid und 43–66 × 22–28 µm groß. Ihre Stiele sind farblos bis gelblich und bis zu 55 µm lang.

## Verbreitung
Das bekannte Verbreitungsgebiet von Puccinia senecionicola reicht von El Salvador bis ins südliche Mexiko. Ein Fundort ist auch aus Hawaii bekannt.

## Ökologie
Die Wirtspflanzen von Puccinia senecionicola sind verschiedene Cacalia- und Senecio-Arten. Der Pilz ernährt sich von den im Speichergewebe der Pflanzen vorhandenen Nährstoffen, seine Sporenlager brechen später durch die Blattoberfläche und setzen Sporen frei. Die Art durchläuft einen Entwicklungszyklus mit Spermogonien, Aecien, Telien und Uredien, vollzieht aber keinen Wirtswechsel.